# Kristianstads tingsrätt
Kristianstads tingsrätt är en tingsrätt i Sverige med Kristianstad som kansliort. I Tingsrättens domkrets ingår kommunerna Bromölla, Kristianstad och Östra Göinge. Tingsrätten med dess domkrets ingår i domkretsen för Hovrätten över Skåne och Blekinge.
Tingsrätten är utsökningsdomstol och handlägger exekvaturärenden i det område som motsvarar det tidigare. Kristianstads län.
Myndighetschef är lagmannen Monica Felding.

## Heraldiskt vapen
Blasonering: I blått fält två mot varandra vända, uppresta lejon mellan sig bärande ett krönt monogram, C4, allt av guld, samt däröver en ginstam av guld belagd med en blå balansvåg. Skölden krönt med kunglig krona.
Vapnet tillkom 2004 och är komponerat av Kristianstads vapen och en balansvåg, som symboliserar rättvisan.

## Administrativ historik
Vid tingsrättsreformen 1971 bildades denna tingsrätt i Kristianstad av Kristianstads domsagas häradsrätt där häradsrättens lokaler från 1952 övertogs av den nya domstolen. Domkretsen bildades av Kristianstads domsaga. Från 1971 ingick områdena för Kristianstads kommun och Bromölla kommun samt kommuner som 1974 gick upp i de tidigare samt den då bildade Östra Göinge kommun: Broby kommun, Degeberga kommun, Hjärsås kommun, Glimåkra kommun, Tollarps kommun, Näsums kommun, Knislinge kommun, Oppmanna-Vånga kommun.

## Lagmän
- 1971–1972: Hans G. Andersson
- 1972–1981: Per Hylander
- 1981–1991: Åke Weidstam
- 1991–1999: Gerdt Wikstrand
- 1999–2007: Ralf G. Larsson
- 2008–2012: Bo Olsson
- 2013–2014: Björn Hansson
- 2014–2018: Lennart Johansson
- 2019– : Monica Felding